# SN 2007bv
SN 2007bv – supernowa typu II odkryta 18 kwietnia 2007 roku w galaktyce A153410+0705. W momencie odkrycia miała maksymalną jasność 19,60m.